# Irina Slutskaya
Irina Eduardovna Slutskaya (em russo:  Ири́на Эдуа́рдовна Слу́цкая; Moscou, RSFS da Rússia, 9 de fevereiro de 1979) é uma ex-patinadora artística russa medalhista olímpica por duas vezes. Slutskaya conquistou uma medalha de prata em 2002 e uma de bronze em 2006.

## Principais resultados
| Resultados | Resultados    | Resultados        | Resultados        | Resultados        | Resultados        | Resultados       | Resultados        | Resultados        | Resultados       | Resultados       | Resultados        | Resultados    | Resultados      | Resultados        | Resultados    |
| Internacional | Internacional | Internacional     | Internacional     | Internacional     | Internacional     | Internacional    | Internacional     | Internacional     | Internacional    | Internacional    | Internacional     | Internacional | Internacional   | Internacional     | Internacional |
| Evento/Temporada | 1992– 1993    | 1993– 1994        | 1994– 1995        | 1995– 1996        | 1996– 1997        | 1997– 1998       | 1998– 1999        | 1999– 2000        | 2000– 2001       | 2001– 2002       | 2002– 2003        | 2003– 2004    | 2004– 2005      | 2005– 2006        |               |
| --- | ------------- | ----------------- | ----------------- | ----------------- | ----------------- | ---------------- | ----------------- | ----------------- | ---------------- | ---------------- | ----------------- | ------------- | --------------- | ----------------- | ------------- |
| Jogos Olímpicos |               |                   |                   |                   |                   | 5.ª              |                   |                   |                  | Medalha de prata |                   |               |                 | Medalha de bronze |               |
| Campeonato Mundial |               |                   | 7.ª               | Medalha de bronze | 4.ª               | Medalha de prata |                   | Medalha de prata  | Medalha de prata | Medalha de ouro  | WD                | 9.ª           | Medalha de ouro |                   |               |
| Campeonato Europeu |               |                   | 5.ª               | Medalha de ouro   | Medalha de ouro   | Medalha de prata |                   | Medalha de ouro   | Medalha de ouro  | Medalha de prata | Medalha de ouro   | WD            | Medalha de ouro | Medalha de ouro   |               |
| GP Grand Prix Final |               |                   |                   | Medalha de prata  | Medalha de bronze | 4.ª              | Medalha de bronze | Medalha de ouro   | Medalha de ouro  | Medalha de ouro  | Medalha de prata  |               | Medalha de ouro | Medalha de prata  |               |
| GP Cup of China |               |                   |                   |                   |                   |                  |                   |                   |                  |                  |                   |               | Medalha de ouro | Medalha de ouro   |               |
| GP Cup of Russia |               |                   |                   |                   | Medalha de ouro   | Medalha de ouro  | Medalha de bronze | Medalha de ouro   | Medalha de ouro  | Medalha de ouro  | Medalha de bronze |               | Medalha de ouro | Medalha de ouro   |               |
| GP NHK Trophy |               |                   |                   |                   |                   |                  | Medalha de prata  |                   | Medalha de ouro  |                  | Medalha de prata  |               |                 |                   |               |
| GP Skate America |               |                   |                   | Medalha de bronze |                   |                  |                   |                   |                  |                  |                   |               |                 |                   |               |
| GP Skate Canada International |               |                   |                   |                   | Medalha de ouro   |                  | Medalha de bronze |                   | Medalha de ouro  | Medalha de prata |                   |               |                 |                   |               |
| GP Sparkassen Cup on Ice |               |                   |                   |                   | Medalha de ouro   | Medalha de prata |                   | Medalha de bronze |                  |                  |                   |               |                 |                   |               |
| GP Trophée Lalique |               |                   |                   | 4.ª               |                   |                  |                   |                   |                  |                  |                   |               |                 |                   |               |
| Finlandia Trophy |               |                   |                   |                   |                   | Medalha de ouro  |                   |                   |                  |                  |                   |               |                 |                   |               |
| Jogos da Boa Vontade |               |                   | 6.ª               |                   |                   | 5.ª              |                   |                   | Medalha de ouro  |                  |                   |               |                 |                   |               |
| Nebelhorn Trophy |               | Medalha de ouro   | Medalha de ouro   |                   |                   |                  |                   |                   |                  |                  |                   |               |                 |                   |               |
| Skate America |               |                   | Medalha de bronze |                   |                   |                  |                   |                   |                  |                  |                   |               |                 |                   |               |
| Universíada |               |                   |                   |                   |                   |                  | Medalha de prata  |                   |                  |                  |                   |               |                 |                   |               |
| Internacional – Júnior |               |                   |                   |                   |                   |                  |                   |                   |                  |                  |                   |               |                 |                   |               |
| Campeonato Mundial Júnior | 8.ª           | Medalha de bronze | Medalha de ouro   |                   |                   |                  |                   |                   |                  |                  |                   |               |                 |                   |               |
| Nacional |               |                   |                   |                   |                   |                  |                   |                   |                  |                  |                   |               |                 |                   |               |
| Campeonato Russo |               | Medalha de bronze | Medalha de bronze | Medalha de prata  | Medalha de bronze | 4.ª              | 4.ª               | Medalha de ouro   | Medalha de ouro  | Medalha de ouro  | Medalha de prata  | WD            | Medalha de ouro |                   |               |
| Campeonato Russo – Júnior |               | Medalha de ouro   |                   |                   |                   |                  |                   |                   |                  |                  |                   |               |                 |                   |               |
| |               |                   |                   |                   |                   |                  |                   |                   |                  |                  |                   |               |                 |                   |               |
| Legenda: GP = Grand Prix; WD = Abandonou; Competição não foi disputada nesta temporada; Competição não fez parte do GP/CS; Competição fez parte do GP/CS |               |                   |                   |                   |                   |                  |                   |                   |                  |                  |                   |               |                 |                   |               |